# Olympische Sommerspiele 1968/Leichtathletik – 4 × 100 m (Männer)
Die 4-mal-100-Meter-Staffel der Männer bei den Olympischen Spielen 1968 in Mexiko-Stadt wurde am 19. und 20. Oktober 1968 im Estadio Olímpico Universitario ausgetragen. In neunzehn Staffeln nahmen 76 Athleten teil.
Olympiasieger wurde die Staffel der USA (Charles Greene, Mel Pender, Ronnie Ray Smith, Jim Hines) in neuer Weltrekordzeit von 38,2 s.
Silber gewann Kuba (Hermes Ramírez, Juan Morales, Pablo Montes, Enrique Figuerola).
Bronze ging an Frankreich (Gérard Fenouil, Jocelyn Delecour, Claude Piquemal, Roger Bambuck).
Für die Bundesrepublik Deutschland – offiziell Deutschland – starteten Karl-Peter Schmidtke, Gert Metz, Gerhard Wucherer und Joachim Eigenherr, für die DDR – offiziell Ostdeutschland – Heinz Erbstößer, Hartmut Schelter, Peter Haase und Harald Eggers. Beide Staffeln erreichten das Finale. Das Team der DDR wurde Fünfter, die Mannschaft der BR Deutschland Sechster.

Staffeln aus der Schweiz, Österreich und Liechtenstein nahmen nicht teil.

## Rekorde

### Bestehende Rekorde

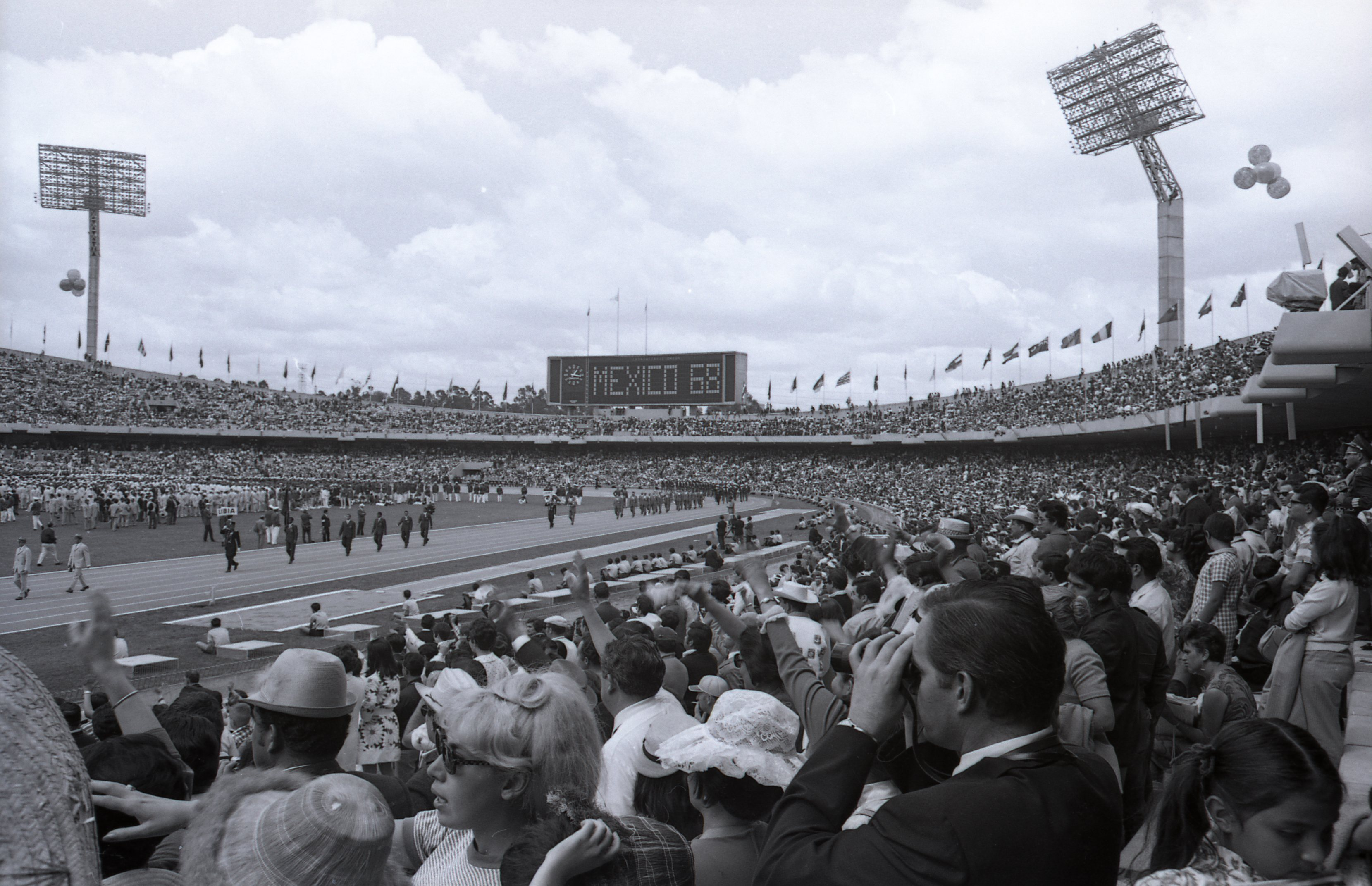
Das Olympiastadion während der Eröffnungsfeier 1968

| Weltrekord         | 38,6 s | University of Southern California (Earl McCullouch–USA, Fred Kuller–USA, O. J. Simpson–USA, Lennox Miller–JAM) a | Provo, USA Rennen über 4 × 110 yds (= 4 × 100,584 m) | 17. Juni 1967    |
| Olympischer Rekord | 39,0 s | USA (Paul Drayton, Gerry Ashworth, Richard Stebbins, Bob Hayes)                                                  | Finale OS Tokio, Japan                               | 21. Oktober 1964 |

### Rekordegalisierungen / -verbesserungen
Der bestehende olympische Rekord wurde zweimal verbessert, die zweite Verbesserung stellte gleichzeitig eine Egalisierung des Weltrekords dar. Anschließend wurde der Weltrekord noch zweimal gesteigert:
- 38,7 s (OR) – Kuba (Hermes Ramírez, Juan Morales, Pablo Montes, Enrique Figuerola), erster Vorlauf am 19. Oktober
- 38,6 s (OR/WRe) – Jamaika (Errol Stewart, Michael Fray, Clifton Forbes, Lennox Miller), zweiter Vorlauf am 19. Oktober
- 38,3 s (WR) – Jamaika (Errol Stewart, Michael Fray, Clifton Forbes, Lennox Miller), erstes Halbfinale am 19. Oktober
- 38,2  (WR) – USA (Charles Greene, Mel Pender, Ronnie Ray Smith, Jim Hines), Finale am 20. Oktober

## Durchführung des Wettbewerbs
Neunzehn Mannschaften traten am 19. Oktober zu insgesamt drei Vorläufen an. Die jeweils besten fünf Staffeln – hellblau unterlegt – und das nachfolgend zeitschnellste Team – hellgrün unterlegt – qualifizierten sich für das Halbfinale am selben Tag. Das heißt nur drei Staffeln schieden in der Vorrunde aus. Aus den beiden Semifinals erreichten die jeweils vier besten Teams – wiederum hellblau unterlegt – das Finale am 20. Oktober.

## Zeitplan
19. Oktober, 10:40 Uhr: Vorläufe

19. Oktober, 16:00 Uhr: Halbfinale

20. Oktober, 16:50 Uhr: Finale
Anmerkung: Alle Zeiten sind in Ortszeit Mexiko-Stadt (UTC −6) angegeben.

## Vorläufe
Datum: 19. Oktober 1968, ab 10:40 Uhr

### Vorlauf 1
| Platz | Name                    | Nation                                                         | Offizielle Zeit (handgestoppt) | Inoffizielle Zeit (elektronisch gestoppt) |
| ----- | ----------------------- | -------------------------------------------------------------- | ------------------------------ | ----------------------------------------- |
| 1     | Kuba                    | Hermes Ramírez Juan Morales Pablo Montes Enrique Figuerola     | 38,7 s OR                      | 38,76 s                                   |
| 2     | USA                     | Charles Greene Mel Pender Ronnie Ray Smith Jim Hines           | 38,8 s000                      | 38,86 s                                   |
| 3     | Trinidad und Tobago     | Raymond Fabien Winston Short Carl Archer Edwin Roberts         | 38,9 s000                      | 38,97 s                                   |
| 4     | Bahamas                 | Jerry Wisdom Tom Robinson Bernard Nottage Edwin Johnson        | 39,4 s000                      | 39,45 s                                   |
| 5     | Nigeria                 | Timon Oyebami Robert Ojo Benedict Majekodunmi Kolawole Abdulai | 39,4 s000                      | 39,47 s                                   |
| 6     | Ghana                   | Edward Owusu Michael Ahey William Quaye James Addy             | 39,8 s000                      | 39,87 s                                   |
| 7     | Dominikanische Republik | Luis Soriano Alberto Torres Rafael Domínguez Porfirio Veras    | 41,4 s000                      | 41,48 s                                   |
| DNS   | Puerto Rico             |                                                                |                                |                                           |

### Vorlauf 2
| Platz | Name           | Nation                                                             | Offizielle Zeit (handgestoppt) | Inoffizielle Zeit (elektronisch gestoppt) |
| ----- | -------------- | ------------------------------------------------------------------ | ------------------------------ | ----------------------------------------- |
| 1     | Jamaika        | Errol Stewart Michael Fray Clifton Forbes Lennox Miller            | 38,6 s OR/WRe                  | 38,65 s                                   |
| 2     | Frankreich     | Gérard Fenouil Jocelyn Delecour Claude Piquemal Roger Bambuck      | 39,0 s                         | 39,03 s                                   |
| 3     | BR Deutschland | Karl-Peter Schmidtke Gert Metz Gerhard Wucherer Joachim Eigenherr  | 39,1 s                         | 39,16 s                                   |
| 4     | Großbritannien | Joseph Speake Ronald Jones Ralph Banthorpe Barrie Kelly            | 39,3 s                         | 39,33 s                                   |
| 5     | Elfenbeinküste | Atta Kouakou N'dri Kouame Boy Akba Diby Gaoussou Koné              | 39,6 s                         | 39,68 s                                   |
| 6     | Japan          | Naoki Abe Hiroomi Yamada Shinji Ogura Hideo Iijima                 | 40,0 s                         | 40,02 s                                   |
| 7     | Mexiko         | Félix Bécquer Enrique Labadie Galdino Flores Miguel Ángel González | 40,0 s                         | 40,09 s                                   |

### Vorlauf 3
| Platz | Name        | Nation                                                                         | Offizielle Zeit (handgestoppt) | Inoffizielle Zeit (elektronisch gestoppt) |
| ----- | ----------- | ------------------------------------------------------------------------------ | ------------------------------ | ----------------------------------------- |
| 1     | DDR         | Heinz Erbstößer Hartmut Schelter Peter Haase Harald Eggers                     | 38,9 s                         | 38,93 s                                   |
| 2     | Sowjetunion | Oleksij Chlopotnow Jewgeni Sinjajew Nikolai Iwanow Wladislaw Sapeja            | 39,0 s                         | 39,03 s                                   |
| 3     | Polen       | Wiesław Maniak Edward Romanowski Zenon Nowosz Marian Dudziak                   | 40,2 s                         | 40,27 s                                   |
| 4     | Malaysia    | Manikavasagam Jegathesan Tambusamy Krishnan Rajalingam Gunaratnam Ooi Hock Lim | 40,6 s                         | 40,69 s                                   |
| 5     | Italien     | Sergio Ottolina Ennio Preatoni Angelo Sguazzero Livio Berruti                  | 41,5 s                         | 41,59 s                                   |
| DNS   | Taiwan      |                                                                                |                                |                                           |
| DNS   | Schweiz     |                                                                                |                                |                                           |
| DNS   | Venezuela   |                                                                                |                                |                                           |

## Halbfinale
Datum: 19. Oktober 1960, ab 16.00 Uhr

### Lauf 1
| Platz | Name                | Nation                                                                         | Offizielle Zeit (handgestoppt) | Inoffizielle Zeit (elektronisch gestoppt) |
| ----- | ------------------- | ------------------------------------------------------------------------------ | ------------------------------ | ----------------------------------------- |
| 1     | Jamaika             | Errol Stewart Michael Fray Clifton Forbes Lennox Miller                        | 38,3 s WR                      | 38,39 s                                   |
| 2     | DDR                 | Heinz Erbstößer Hartmut Schelter Peter Haase Harald Eggers                     | 38,7 s000                      | 38,72 s                                   |
| 3     | BR Deutschland      | Karl-Peter Schmidtke Gert Metz Gerhard Wucherer Joachim Eigenherr              | 38,9 s000                      | 38,93 s                                   |
| 4     | Polen               | Wiesław Maniak Edward Romanowski Zenon Nowosz Marian Dudziak                   | 38,9 s000                      | 38,99 s                                   |
| 5     | Großbritannien      | Joseph Speake Ronald Jones Ralph Banthorpe Barrie Kelly                        | 39,4 s000                      | 39,46 s                                   |
| 6     | Trinidad und Tobago | Raymond Fabien Winston Short Carl Archer Edwin Roberts                         | 39,5 s000                      | 39,52 s                                   |
| 7     | Elfenbeinküste      | Atta Kouakou N'dri Kouame Boy Akba Diby Gaoussou Koné                          | 39,6 s000                      | 39,69 s                                   |
| 8     | Malaysia            | Manikavasagam Jegathesan Tambusamy Krishnan Rajalingam Gunaratnam Ooi Hock Lim | 40,8 s000                      | 40,89 s                                   |

### Lauf 2
| Platz | Name        | Nation                                                              | Offizielle Zeit (handgestoppt) | Inoffizielle Zeit (elektronisch gestoppt) |
| ----- | ----------- | ------------------------------------------------------------------- | ------------------------------ | ----------------------------------------- |
| 1     | Kuba        | Hermes Ramírez Juan Morales Pablo Montes Enrique Figuerola          | 38,6 s                         | 38,64 s                                   |
| 2     | USA         | Charles Greene Mel Pender Ronnie Ray Smith Jim Hines                | 38,6 s                         | 38,69 s                                   |
| 3     | Frankreich  | Gérard Fenouil Jocelyn Delecour Claude Piquemal Roger Bambuck       | 38,8 s                         | 38,83 s                                   |
| 4     | Italien     | Sergio Ottolina Ennio Preatoni Angelo Sguazzero Livio Berruti       | 39,4 s                         | 39,46 s                                   |
| 5     | Ghana       | Edward Owusu Michael Ahey William Quaye James Addy                  | 39,9 s                         | 39,96 s                                   |
| DNF   | Sowjetunion | Oleksij Chlopotnow Jewgeni Sinjajew Nikolai Iwanow Wladislaw Sapeja |                                |                                           |
| DSQ   | Nigeria     | Timon Oyebami Robert Ojo Benedict Majekodunmi Kolawole Abdulai      |                                |                                           |
| DSQ   | Bahamas     | Jerry Wisdom Tom Robinson Bernard Nottage Edwin Johnson             |                                |                                           |

## Finale
Datum: 20. Oktober 1968, 16:50 Uhr
| Platz | Name           | Nation                                                            | Offizielle Zeit (handgestoppt) | Inoffizielle Zeit (elektronisch gestoppt) |
| ----- | -------------- | ----------------------------------------------------------------- | ------------------------------ | ----------------------------------------- |
| 1     | USA            | Charles Greene Mel Pender Ronnie Ray Smith Jim Hines              | 38,2 s WR                      | 38,24 s                                   |
| 2     | Kuba           | Hermes Ramírez Juan Morales Pablo Montes Enrique Figuerola        | 38,3 s000                      | 38,40 s                                   |
| 3     | Frankreich     | Gérard Fenouil Jocelyn Delecour Claude Piquemal Roger Bambuck     | 38,4 s000                      | 38,43 s                                   |
| 4     | Jamaika        | Errol Stewart Michael Fray Clifton Forbes Lennox Miller           | 38,4 s000                      | 38,47 s                                   |
| 5     | DDR            | Heinz Erbstößer Hartmut Schelter Peter Haase Harald Eggers        | 38,6 s000                      | 38,66 s                                   |
| 6     | BR Deutschland | Karl-Peter Schmidtke Gert Metz Gerhard Wucherer Joachim Eigenherr | 38,7 s000                      | 38,76 s                                   |
| 7     | Italien        | Sergio Ottolina Ennio Preatoni Angelo Sguazzero Livio Berruti     | 39,2 s000                      | 39,22 s                                   |
| 8     | Polen          | Wiesław Maniak Edward Romanowski Zenon Nowosz Marian Dudziak      | 39,2 s000                      | 39,22 s                                   |

Schon in der Vorrunde und den Halbfinals wurden reihenweise hervorragende Zeiten erzielt. Im ersten Vorlauf verbesserte zuerst Kuba den olympischen Rekord um drei Zehntelsekunden. Anschließend war die jamaikanische Staffel noch einmal um eine Zehntelsekunde schneller und egalisierte damit den Weltrekord. Im Halbfinale verbesserten sich die Jamaikaner um weitere drei Zehntel und waren damit alleinige Weltrekord-Inhaber. Die 39-Sekunden-Marke – vor vier Jahren noch Weltrekord – wurde schon vor dem Endlauf von sieben Staffeln unterboten.
Im Finale wurden die hohen Erwartungen voll erfüllt. Beim letzten Wechsel führten allerdings weder die USA noch Jamaika, sondern die kubanische Staffel, Pablo Montes wechselte auf Enrique Figuerola. Der US-Schlussläufer Jim Hines, Sieger im 100-Meter-Einzelrennen, lag ca. anderthalb Meter zurück, doch Hines zog am Kubaner vorbei und brachte die US-Staffel mit knapp zwei Metern Vorsprung und neuem Weltrekord zum Olympiasieg. Kuba gewann die Silbermedaille ganz überraschend vor dem Team aus Frankreich, das nach offizieller Zeit eine Zehntelsekunde hinter den Kubanern einen neuen Europarekord aufstellte. Den mitfavorisierten Jamaikanern blieb zeitgleich mit nur Platz vier. Die DDR belegte den fünften, die BR Deutschland den sechsten Rang. Auch diese beiden Staffeln waren nur zwei bzw. drei Zehntelsekunden hinter Kuba zurück.
Im zwölften olympischen Finale gab es den zehnten US-Sieg.

Kuba gewann die erste Medaille in dieser Disziplin.

## Video
- Record relay races. Jim Hines and his team at Olimpic Mexico-1968 4x100m 38.19, youtube.com, abgerufen am 7. November 2017